# Rangers of Fortune
Rangers of Fortune is een Amerikaanse western uit 1940 onder regie van Sam Wood.

## Verhaal
Gil Farra en zijn makkers George Bird en Antonio Hernandez Sierra maken in een klein stadje in het Wilde Westen kennis met de krantenuitgever Prout en zijn kleindochter Squib Clayborn. Gil laat zijn oog vallen op Sharon McCloud, maar die gevoelens zijn niet wederzijds. Het stadje gaat gebukt onder het juk van kolonel Lewis Rebstock, een landeigenaar die boeren onder druk zet om stukken land aan hem te verkopen. De drie mannen leiden het verzet tegen Rebstock.

## Rolverdeling
| Acteur             | Personage                |
| ------------------ | ------------------------ |
| Fred MacMurray     | Gil Farra                |
| Patricia Morison   | Sharon McCloud           |
| Betty Brewer       | Squib Clayborn           |
| Albert Dekker      | George Bird              |
| Gilbert Roland     | Antonio Hernandez Sierra |
| Joseph Schildkraut | Kolonel Lewis Rebstock   |
| Dick Foran         | Johnny Cash              |
| Arthur B. Allen    | Mijnheer Prout           |
| Bernard Nedell     | Tod Shelby               |
| Brandon Tynan      | Homer Granville Clayborn |
| Minor Watson       | Clem Bowdry              |
| Rosa Turich        | Caressa                  |